# Epitafios (série)
Epitafios (no Brasil, Epitáfios) é uma série de televisão argentina produzida por Pol-ka Producciones para a HBO. Começou a ser exibida na HBO Latin America na Argentina (e em outros lugares da América Latina). No Brasil, a série foi transmitida pelo SBT.
A história acompanha um policial aposentado enquanto ele tenta capturar um serial killer que anuncia sua próxima vítima por meio de um epitáfio. Esta foi a primeira série da HBO produzida na América Latina e filmada na Argentina em formato de filme 16mm.

## Elenco
- Julio Chávez - Renzo Márquez
- Paola Krum - Laura Santini
- Antonio Birabent - Bruno Costas
- Cecilia Roth - Marina Segal
- Villanueva Cosse - Marcos Márquez
- Rafael Ferro - Fernán
- Luis Luque - Comisario Jiménez
- Carlos Portaluppi - Dr. Morini

## Prêmios e indicações
| Ano  | Prêmio                        | Categoria                               | Indicado           | Resultado |
| 2009 | Prêmio Martín Fierro          | Melhor Atriz em Minissérie ou Telefilme | Cecilia Roth       | Venceu    |
| 2010 | 38º Emmy International Awards | Melhor Performance de um Ator           | Leonardo Sbaraglia | Indicado  |
| 2010 | 38º Emmy International Awards | Melhor Série Dramática                  | Epitafios          | Indicado  |